# Főváros kormányzóság (Jordánia)

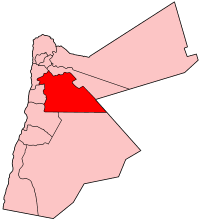
Főváros kormányzóság elhelyezkedése Jordánián belül

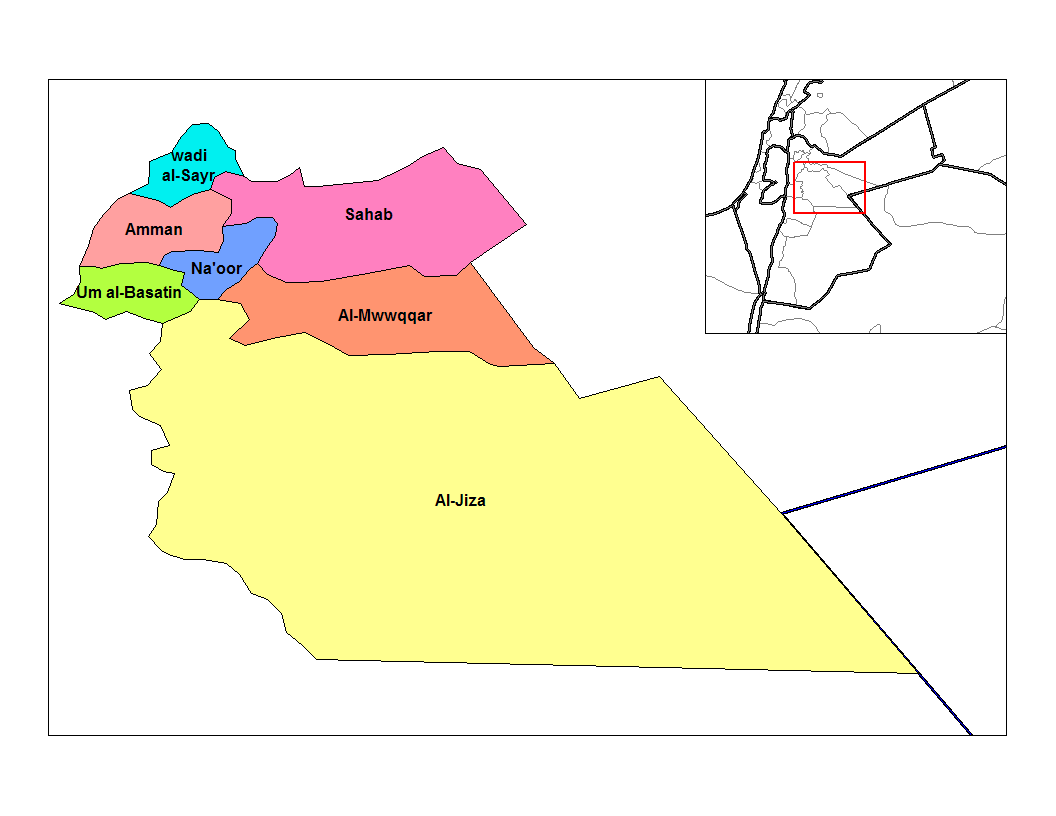
A tartomány körzetei

Főváros kormányzóság (arabul محافظة العاصمة [Muḥāfaẓat al-ʿĀṣima]) Jordánia tizenkét kormányzóságának legnépesebbike. Az ország középső részén fekszik. Északon és északkeleten ez-Zarká kormányzóság, délkeleten Szaúd-Arábia, délen Maán, délnyugaton el-Karak, nyugaton Mádaba, északnyugaton pedig el-Balká kormányzóság határolja. Székhelye Ammán, a főváros. Területe 8 231 km², népessége 2 027 685 fő. Területe kilenc körzetre (livá) oszlik, melyek közül öt (Ammán, Egyetem, el-Kuvajszima, Márka, Vádi sz-Szír) fővárosi kerületekből, a többi (el-Dzsíza, el-Muvakkar, Náúr, Szaháb) Ammánon kívüli területekből tevődik össze.